# Val d'Ossola
Le val d'Ossola est une large vallée italienne de la province du Verbano-Cusio-Ossola correspondant au bassin hydrographique de la rivière Toce.
Elle est rejointe par sept vallées latérales principales : la vallée Anzasca, la vallée Antrona, le val Bognanco, le val Divedro, la vallée Antigorio, le val Formazza et le val Vigezzo. Le centre de confluence de la vallée tout entière est Domodossola et les autres centres principaux sont Villadossola et Crevoladossola. Elle comprend 38 communes et compte 67 352 habitants.

## Toponymie
La première mention de la dénomination Ossola est faite par Claude Ptolémée, géographe du IIe siècle, qui nomme une Oskela (ou Oskella) Lepontíōn, en référence à la population des Lépontiens qui l'habitait. Dans un ouvrage anonyme du VIIe siècle (le Geografo Ravennate) le nom prend la forme de Oxila ou Oxilia.

## Géographie

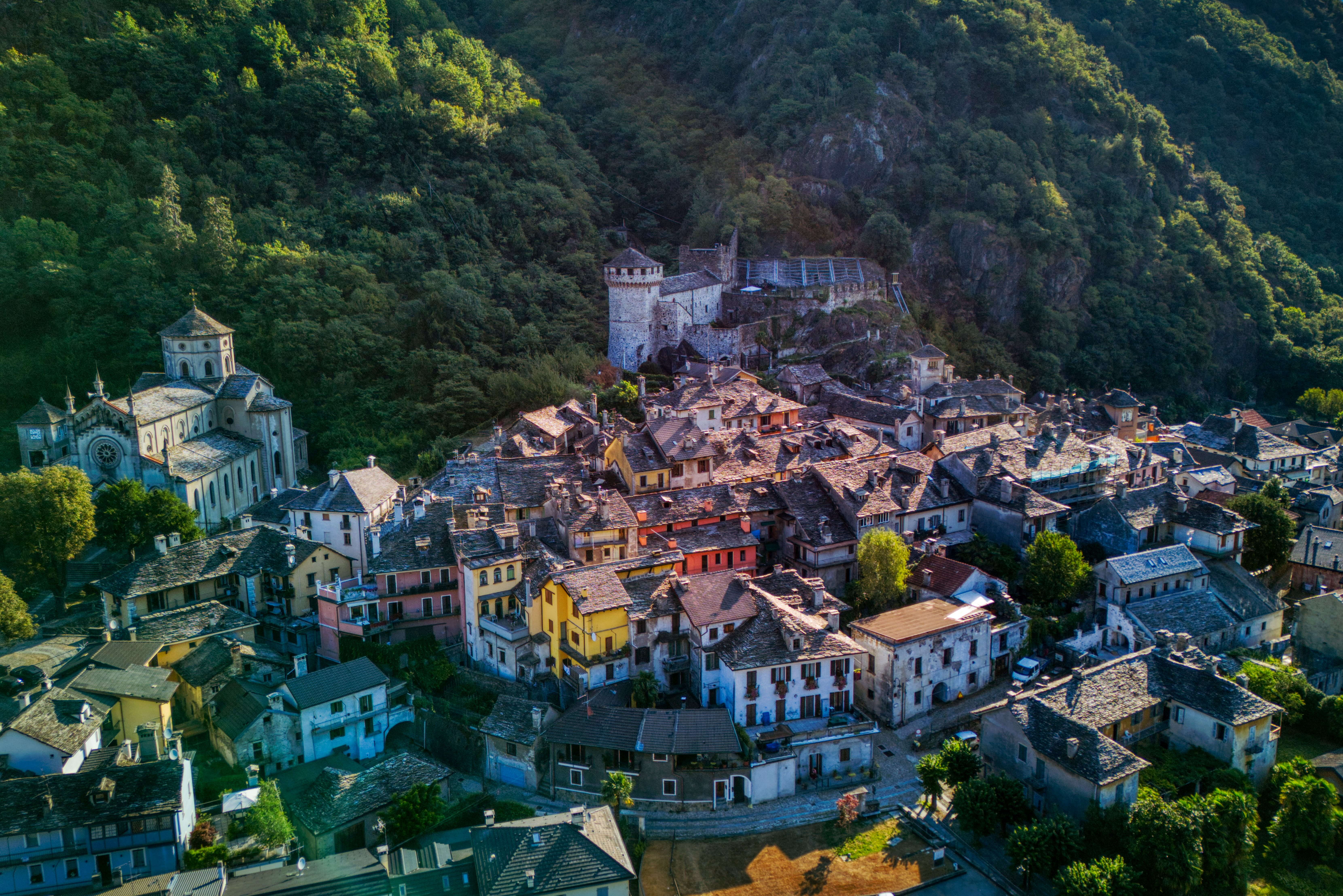
Vue de Vogogna.

Le val d'Ossola a la forme d'une grande feuille de lierre dont les nervures sont constituées par les fleuves et les torrents qui parcourent les vallées et les montagnes latérales et confluent dans la nervure centrale, le fleuve Toce. Les extrémités de la feuille représentent les frontières septentrionales de l'Italie et le pédoncule s'étend jusqu'au lac Majeur. Elle est subdivisée en Ossola Inferiore, avec pour chef-lieu Vogogna, et Ossola Superiore, chef-lieu Domodossola.
La vallée accueille le parc naturel de l'Alpe Veglia-Alpe Devero, le parc national du Val Grande et le Mont Sacré de Domodossola, réserve naturelle, patrimoine mondial de l'UNESCO depuis 2003.

## Histoire

### Antiquité
Le chef-lieu, Domodossola, très ancienne cité, déjà capitale à l'époque des Lépontiens, et appelée Oscela par Claude Ptolémée, devient Domus-Oscelae en raison de la présence d'une église collégiale dénommée Domus. La vallée présente des témoignages d'une civilisation antérieure à Rome comme les nécropoles d'Ornavasso, Mergozzo et Candoglia.
Les invasions gauloises furent innombrables dont on retrouve des traces dans le dialecte. Environ en 100 av. J.-C., la zone aurait été le théâtre (mais la thèse est très controversée) d'affrontements entre Cimbres et Romains, conclus par la victoire de Marius près de Verceil. La domination romaine sur l'Ossola fut dès lors incontestée ; la vallée reçut le nom de province des Alpes Lépontiennes et Domodossola fut le siège du procurateur d'Auguste. Durant cette période fut construite la première route de liaison avec la vallée du Rhône.

### Du Moyen Âge à l'époque napoléonienne
Après la chute de l'Empire romain d'Occident, la zone fut envahie par les barbares francs,  et à la fin du Ve siècle fut occupée par les Lombards qui érigèrent la forteresse de Mattarella dont les vestiges surplombent toujours Domossola et aux environs desquels fut édifié le calvaire du Mont Sacré de Domodossola. Après les Lombards, le château passa entre les mains des Francs.
En 1014 il fut donné par l'empereur Arrigo à l'évêque de Novare. La domination de l'évêché dura trois siècles qui connurent de durs affrontements avec les voisins suisses.
Le passage à la domination des Visconti, sur la volonté de la bourgeoisie domodossolienne, vit la construction du château de Vogogna, encore visible aujourd'hui, qui devint le centre du pouvoir de l'Ossola Inferiore. Le régime Visconti fut suivi par celui des Sforza et durant cette période les vallées furent subdivisées en fiefs de propriétés nobiliaires. La domination espagnole qui suivit amena avec ses luttes civiles disettes et épidémies. Suivit un bref régime autrichien puis de la maison de Savoie. En 1743, grâce au traité de Worms, le haut novarois fut annexé au royaume de Sardaigne.

### De l'époque napoléonienne au royaume d'Italie
Napoléon permit un grand développement à la région grâce à la construction en 1805 de la route qui, depuis Milan franchit le col du Simplon pour rejoindre Brigue. En 1818 fut constituée la Province de l'Ossola sous les Savoye annexée en 1861 à la province de Novare avec l'institution du royaume d'Italie.

### LeNovecento
La construction du tunnel du Simplon marque un tournant important dans l'économie de la vallée. Les travaux furent terminés en 1905 et le tunnel fut inauguré en 1906, en présence du roi Victor-Emmanuel III, par le passage du premier train à vapeur.
Le vol de l'appareil de Geo Chavez en septembre 1910, réussissant le parcours Briga-Domodossola en traversant le Simplon, fut un événement mémorable qui se conclut tragiquement, à quelques mètres de l'arrivée, par la mort du pilote.
L'institution, le 10 septembre 1944, de la Repubblica partigiana dell'Ossola, déclarant l'ossola terre libre de la domination nazi-fasciste, constitue un événement historique important. Un gouvernement provisoire fut formé, composé de tous les représentants du comité de libération nationale et auquel participèrent largement des intellectuels antifascistes comme Gianfranco Contini. Toutefois, le 23 octobre de la même année, la contre offensive nazi-fasciste provoqua la chute de la République après des jours de combats acharnés.
La réalisation par la RAI de Quaranta giorni di libertà (1974) de Leandro Castellani est inspirée des événements historiques de la Libera Repubblica dell'Ossola.
Depuis 1992 l'Ossola fait partie de la province du Verbano-Cusio-Ossola et non plus de la province de Novare.

## Personnalités liées à la région
Le Val d'Ossola est la région d'origine de la famille de Luigia Uttini, mère du compositeur Giuseppe Verdi.
- Antonio Rosmini, philosophe et théologien

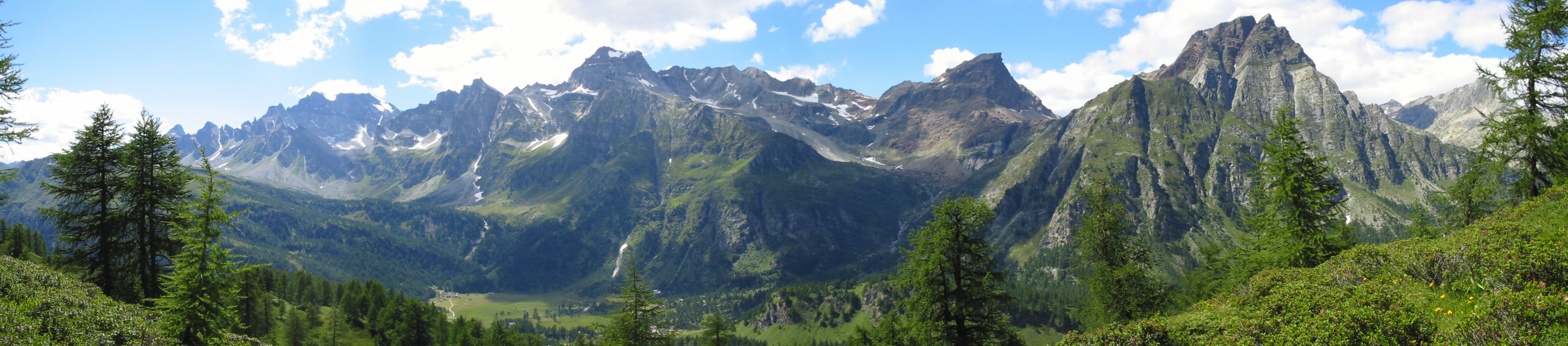
Cimes du val Devero (bifurcation de la vallée Antigorio)

- Gianfranco Contini, philologue
- Massimiliano Blardone, skieur

## Sources
- (it) Cet article est partiellement ou en totalité issu de l’article de Wikipédia en italien intitulé « Val d'Ossola » (voir la liste des auteurs).